# Buahkapas
Buahkapas is een bestuurslaag in het regentschap Majalengka van de provincie West-Java, Indonesië. Buahkapas telt 1368 inwoners (volkstelling 2010).